# Football Club Daugava
Il FK Daugava Daugavpils è una società calcistica lettone con sede nella città di Daugavpils.

## Storia
Fondato nel 1944 con il nome di FC Ditton Daugavpils.
Partecipa al campionato lettone del 2007 con la nuova denominazione di Daugava, dopo che il vecchio Daugava era diventato Dinaburg nel 1996.
A fine campionato 2009 si fonde con il retrocesso Dinaburg ma la fusione non ha buon esito e all'inizio del campionato successivo si ripresenta come Daugava.
Nel 2011/12 partecipa per la prima volta ad una coppa europea (Europa League 2011/12).
Nel 2012 ha vinto il suo primo Campionato lettone.
Milita nella massima divisione lettone.

## Organico

### Rosa 2014
Aggiornata al 4 agosto 2014
| N. |                        | Ruolo | Calciatore           |
| -- | ---------------------- | ----- | -------------------- |
| 1  | Lettonia (bandiera)    | P     | Vlasovs Aleksandrs   |
| 2  | Lettonia (bandiera)    | D     | Radevics Jans        |
| 3  | Azerbaigian (bandiera) | A     | Hüseynov Murad       |
| 4  | Georgia (bandiera)     | D     | Chikhradze Giorgi    |
| 9  | Ucraina (bandiera)     | C     | Sikorsky Igor        |
| 13 | Lettonia (bandiera)    | C     | Prokopkins Sergejs   |
| 16 | Lettonia (bandiera)    | C     | Solovjovs Aleksandrs |
| 17 | Lettonia (bandiera)    | D     | Sevelovs Kirilis     |
| 18 | Russia (bandiera)      | C     | Bogdanov Ilia        |
| 19 | Lettonia (bandiera)    | C     | Zatkins Oleg         |

| N. |                     | Ruolo | Calciatore                |
| -- | ------------------- | ----- | ------------------------- |
| 20 | Georgia (bandiera)  | D     | Tsintsadze Bidzina        |
| 21 | Lettonia (bandiera) | A     | Kokins Eriks              |
| 22 | Russia (bandiera)   | C     | Arlashin Andrey           |
| 23 | Lettonia (bandiera) | C     | Kosmacovs Jevgenijs       |
| 24 | Lettonia (bandiera) | D     | Ivanovs Aleksandrs        |
| 29 | Lettonia (bandiera) | D     | Kuplovs-Oginskis Aleksejs |
| 81 | Lettonia (bandiera) | P     | Nerugals Jevgenijs        |

### Rosa 2012
| N. |                     | Ruolo | Calciatore         |
| -- | ------------------- | ----- | ------------------ |
| 81 | Lettonia (bandiera) | P     | Jevgēņijs Ņerugals |
| 88 | Lettonia (bandiera) | P     | Kaspars Ikstens    |
| 66 | Russia (bandiera)   | D     | Georgi Ulyanov     |
| 4  | Georgia (bandiera)  | D     | Bidzina Tsintsadze |
| 13 | Nigeria (bandiera)  | D     | Daniel Ola         |
| 19 | Lettonia (bandiera) | D     | Dmitrijs Halvitovs |
| 22 | Lettonia (bandiera) | D     | Jevgēņijs Simonovs |
| 23 | Lettonia (bandiera) | D     | Matija Mihalj      |
| 25 | Russia (bandiera)   | D     | Dmitri Polovinchuk |
| 2  | Lettonia (bandiera) | C     | Jans Radevičs      |
| 5  | Moldavia (bandiera) | C     | Andrei Tcaciuc     |

| N. |                     | Ruolo | Calciatore         |
| -- | ------------------- | ----- | ------------------ |
| 6  | Lettonia (bandiera) | C     | Andrejs Kovaļovs   |
| 9  | Lettonia (bandiera) | C     | Mihails Ziziļevs   |
| 11 | Lettonia (bandiera) | C     | Jurijs Sokolovs    |
| 14 | Lettonia (bandiera) | C     | Maksims Rafaļskis  |
| 15 | Lettonia (bandiera) | C     | Vladimirs Volkovs  |
| 18 | Russia (bandiera)   | C     | Sergei Yashin      |
| 7  | Lettonia (bandiera) | A     | Edgars Jermolajevs |
| 8  | Nigeria (bandiera)  | A     | Stanley Ibe        |
| 10 | Lettonia (bandiera) | A     | Guntars Silagailis |
| 16 | Lettonia (bandiera) | A     | Ēriks Kokins       |
| 33 | Georgia (bandiera)  | A     | Mamuka Ghonghadze  |

## Palmarès

### Competizioni nazionali
- Campionato lettone: 1

2012
- Coppa di Lettonia: 1

2008
- Coppa di Lega lettone: 1

2013
- Supercoppa di Lettonia: 1

2013
- 2. Līga: 1

2001

### Altri piazzamenti
- Campionato lettone:

Terzo posto: 2011, 2013
- Coppa di Lettonia:

Semifinalista: 2004, 2007, 2010-2011, 2012-2013, 2013-2014
- 1. Līga:

Secondo posto: 2002
Terzo posto: 2003